# Геофагія

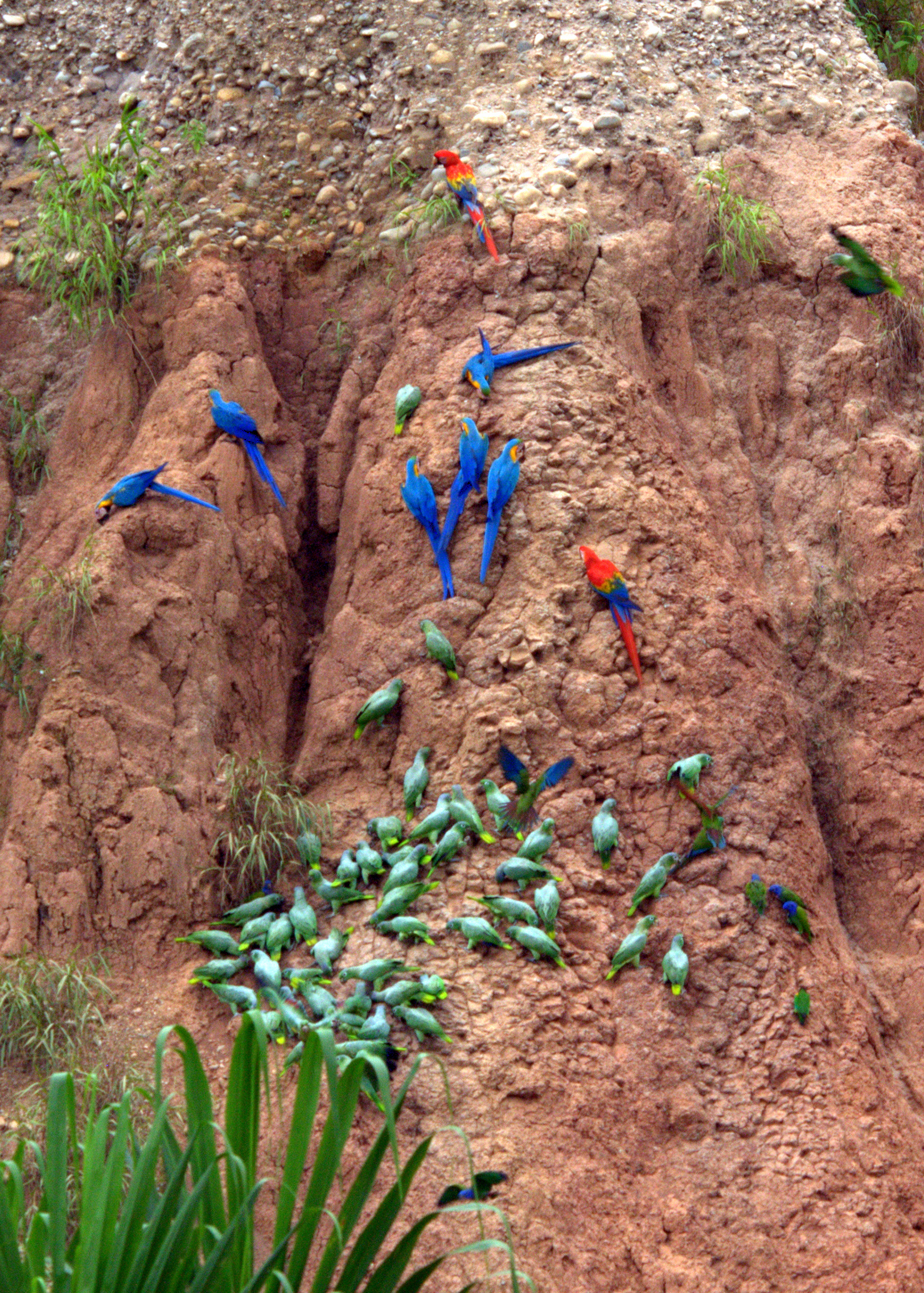
Папуги їдять глинисту землю

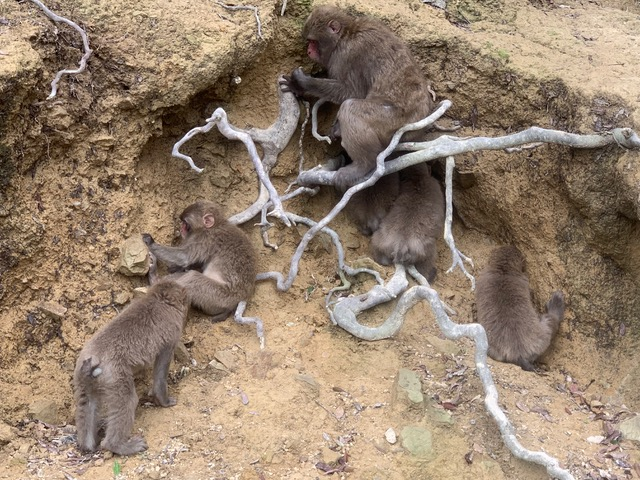
Японські макаки їдять ґрунт

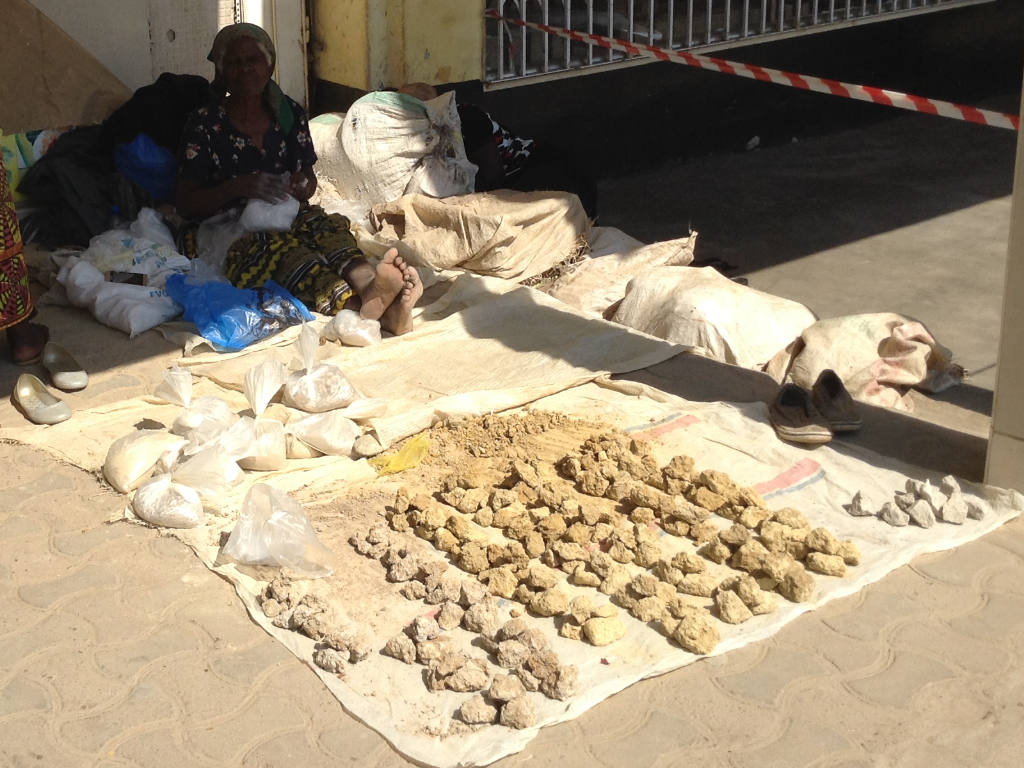
Кілька різних порід глинистого матеріалу продаються на місцевому ринку в Кабве, Замбія. Зазвичай їх купують і споживають вагітні жінки

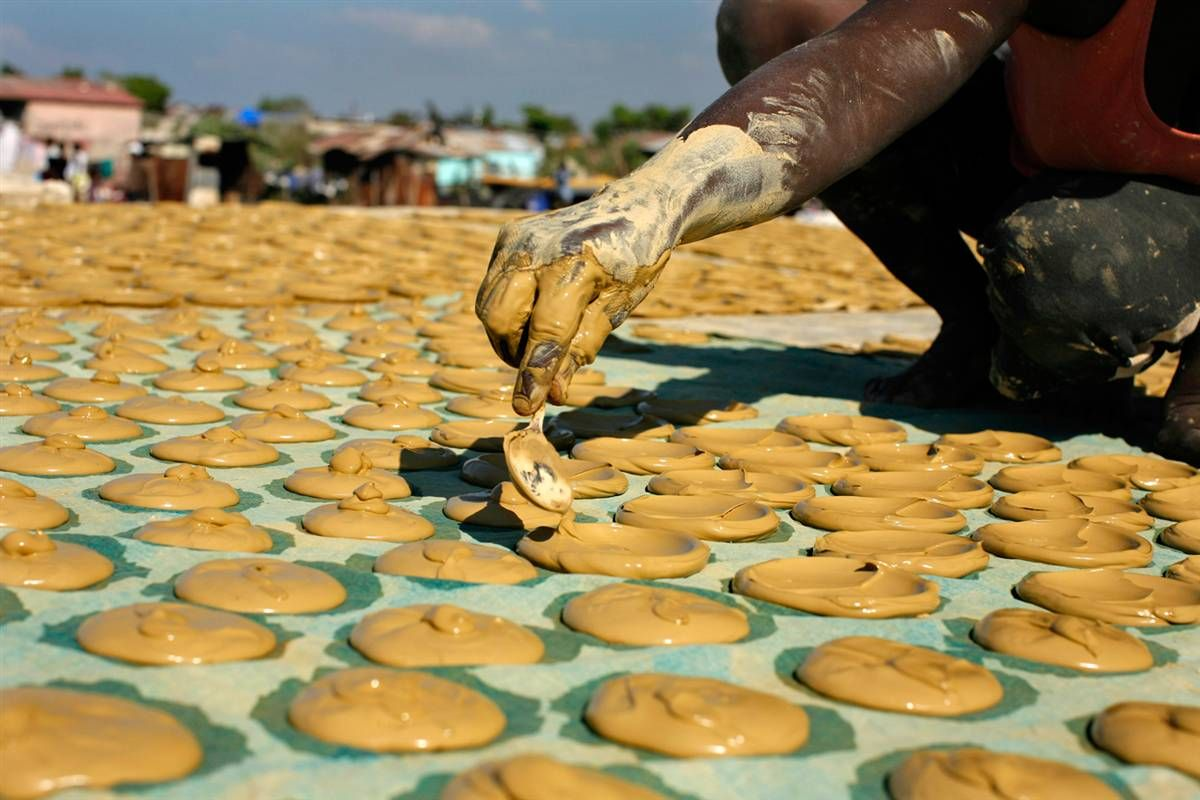
Готується гаїтянське грязьове печиво

Геофагія — це навмисна практика споживання землі або ґрунтоподібних речовин, таких як глина, крейда чи термітники. Це поведінкова адаптація, яка спостерігається у багатьох тварин, і була задокументована у понад 100 видів приматів. Геофагія у приматів, переважно, використовується для захисту від паразитів, для забезпечення мінеральними добавками та для сприяння метаболізму токсичних сполук з листя. Геофагія також зустрічається у людей і найчастіше про неї повідомляють діти та вагітні жінки.
Людська геофагія класифікується як розлад харчової поведінки в Діагностичному та статистичному посібнику з психічних розладів (DSM), якщо це не є соціально чи культурно прийнятним. Іноді геофагія є наслідком анкілостомозу. Хоча її етіологія залишається невідомою, геофагія має багато потенційних адаптивних переваг для здоров’я, а також негативні наслідки.
Геофагія широко поширена в тваринному світі. Гален, грецький філософ і лікар, був першим, хто описав використання глини хворими або пораненими тваринами у другому столітті нашої ери. Цей тип геофагії був задокументований у «багатьох видів ссавців, птахів, рептилій, метеликів і ізоподів, особливо серед травоїдних».

## Птахи
За багатьма видами південноамериканських папуг спостерігали, під час того як вони лижуть глину, а в Папуа-Новій Гвінеї спостерігали, як сірчані чубаті какаду ковтають глину. Аналіз ґрунтів, які споживають дикі птахи, показує, що вони часто віддають перевагу ґрунтам із високим вмістом глини, як правило, із добре представленими родинами смектитових глин.
Наприклад, перуанські папуги тропічного лісу Амазонки збираються не лише на одному конкретному вигині річки Ману, а на одному конкретному шарі ґрунту, який простягається на сотні метрів горизонтально вздовж цього вигину. Папуги уникають їсти субстрат шарами на один метр вище або нижче бажаного шару. Ці папуги регулярно їдять насіння та незрілі фрукти, що містять алкалоїди та інші токсини, які роблять насіння та фрукти гіркими та навіть смертельними. Оскільки багато з цих хімічних речовин стають позитивно зарядженими в кислому шлунку, вони зв’язуються з глинистими мінералами, які мають негативно заряджені катіонообмінні центри, і, отже, стають безпечними. Ґрунти, яким вони віддають перевагу, мають значно вищу здатність до катіонного обміну, ніж сусідні, оскільки вони багаті мінералами смектитом, каоліном і слюдою. Повторні дослідження показали, що ґрунти, які найчастіше споживають папуги в Південній Америці, мають більший вміст натрію, ніж ті, які не споживаються.

## Примати
Існує кілька гіпотез щодо важливості геофагії у кажанів і приматів.
Геофагія — це поведінкова адаптація, яка спостерігається у 136 видів нелюдських приматів із підряду Haplorrhini (81%) і Strepsirrhini (19%). Дослідження показали багато переваг геофагії, таких як захист від паразитів (4,9%), мінеральні добавки (19,5%) і допомога метаболізму токсичних сполук з листя (12,2%). З аналізу ґрунту було видно, що однією з основних сполук у землі, яку споживають ці примати, є глинисті мінерали, які містять каолініт, який зазвичай використовується в ліках від діареї та кишкових проблем. Геофагічна поведінка відіграє важливу роль у здоров'ї нелюдських приматів. Цей вид зоофармакогнозії відрізняється від одного виду до іншого. Наприклад, гірські горили з Руанди, як правило, ковтають глинистий ґрунт під час сухого сезону, коли змінюється рослинність, що змушує їх харчуватися рослинами, які містять більш токсичні сполуки. У цьому випадку споживана глина поглинає ці токсини, сприяючи травленню. Цей вид сезонної поведінкової адаптації також спостерігається у червоноруких ревунів із західної бразильської Амазонії, які також повинні адаптуватися до зміни харчування листям, що містить більше токсичних сполук. В інших випадках кільчастохвостий лемур використовує геофагію як профілактичну та терапевтичну поведінку для боротьби з паразитами та кишковими інфекціями. Це також можна спостерігати серед макак-резус. З іншого боку, спостереження показали, що поведінкова геофагія забезпечує мінеральні добавки, як це видно серед камбоджійських Colobinae. Дослідження було проведено на соляних площах у заповідній зоні Veun Sai-Siem Pang, місці, яке відвідують різні види нелюдських приматів.

## Рукокрилі
Існують дискусії щодо того, чи є геофагія у кажанів головним чином для харчових добавок чи детоксикації. Відомо, що деякі види рукокрилих регулярно відвідують мінеральні або соляні ділянки, щоб збільшити споживання мінералів. Однак Voigt et al. показали, що кажани з дефіцитом мінералів і здорові відвідують сіль з однаковою частотою. Тому мінеральні добавки навряд чи є основною причиною геофагії у кажанів. Крім того, присутність кажанів біля солончаків збільшується в періоди високої потреби в енергії. Voigt et al. дійшли висновку, що основною метою присутності кажанів на соляних ділянках є детоксикація, компенсація збільшення споживання токсичних фруктів і насіння.

## Люди
Докази ймовірного походження геофагії були знайдені в останках ранніх людей в Африці: тут поруч із кістками Homo habilis (попередника Homo sapiens) була знайдена багата кальцієм біла глина. Геофагія є майже універсальною в усьому світі в племінних і традиційних сільських суспільствах (хоча, очевидно, вона не була задокументована в Японії чи Кореї). У стародавньому світі декілька авторів відзначали явище геофагії. Кажуть, що Пліній відзначив поглинання ґрунту на Лемносі, острові Греції, і використання ґрунту з цього острова спостерігалося до 14 століття. Підручник Гіппократа (460–377 рр. до н. е.) згадує геофагію, а відомий медичний підручник під назвою De Medicina під редакцією А. Корнелія Цельса (14–37 рр. н. е.) здається пов’язує анемію з геофагією. На існування геофагії серед корінних американців звернули увагу ранні дослідники Америки, зокрема Габріель Соарес де Соуза, який у 1587 році повідомив, що плем’я в Бразилії використовувало її для самогубства, і Олександр фон Гумбольдт, який сказав, що плем’я під назвою Отомаки з'їдали велику кількість землі. В Африці Девід Лівінгстон писав про те, як раби їдять землю на Занзібарі, також вважається, що велика кількість рабів принесла з собою практику їдіння землі, коли їх вивозили до Нового Світу в рамках трансатлантичної работоргівлі. Раби, які практикували геофагію, отримали прізвисько «глиножери», оскільки, як відомо, вони споживали глину, а також спеції, золу, крейду, траву, штукатурку, фарбу та крохмаль.
Повідомлялося, що глинисті мінерали мають сприятливий мікробіологічний вплив, наприклад, захищають шлунок від токсинів, паразитів і патогенів. Люди не здатні синтезувати вітамін B12 (кобаламін), тому геофагія може бути поведінковою адаптацією для отримання його з бактерій у ґрунті. Вміст мінеральних речовин у ґрунті може відрізнятися залежно від регіону, але багато з них містять високий рівень кальцію, міді, магнію, заліза та цинку, мінералів, які є критично важливими для розвитку плоду, що може спричинити тягу до металу, ґрунту чи жування льоду у вагітних жінок.
Є очевидні ризики для здоров’я у споживанні ґрунту, забрудненого фекаліями тварин або людини; зокрема, яйця гельмінтів, такі як аскариди, які можуть залишатися життєздатними в ґрунті роками, можуть призвести до зараження гельмінтами. Ще один ризик становить правець. Отруєння свинцем також пов’язане з ковтанням ґрунту, а також ризики для здоров’я, пов’язані з впливом цинку, можуть бути проблематичними для людей, які регулярно вживають ґрунт в їжу. Гестаційна геофагія (геофагія під час вагітності) була пов’язана з різними гомеостатичними порушеннями та окислювальним пошкодженням у пацюків.